# 酒泉专区
酒泉专区，甘肃省已撤消的专区。1949年置。在今甘肃省西北部。
下辖酒泉、金塔、鼎新、安西、敦煌、玉门等县和肃北设治局。专员公署驻酒泉县（今市）。1950年临泽、高台二县划入。1958年设玉门矿区。1954年设肃南裕固族和阿克塞哈萨克族二自治区；额济纳自治区划入。1955年撤销，与武威专区合设张掖专区。1961年恢复酒泉专区；玉门市划入。1964年恢复酒泉县。1969年内蒙古自治区的额济纳旗划入；专区改置酒泉地区。1985年，撤酒泉县，设酒泉市（县级）。2002年6月，撤酒泉地区和县级酒泉市，设立地级酒泉市。